# عز الدين باش شاوش
عز الدين باش شاوش (بالفرنسية: Azedine Beschaouch)‏ ولد في تونس العاصمة يوم 17 أبريل 1938، مؤرخ وعالم آثار تونسي متخصص في التاريخ الروماني.

## تكوينه
تلقى تعليمه الثانوي بالمدرسة الصادقية قبل ان يواصل تعليمه العالي في العاصمة الفرنسية باريس حيث تحصل على شهادة التبريز في الآداب القديمة. التحق فيما بعد بـمعهد الدراسات التاريخية في روما. حاصل على دكتوراه في التاريخ القديم من جامعة السوربون بباريس. خصص العديد من الابحاث لدراسة ولايات إفريقيا الرومانية كما اهتم في ابحاثه الجامعية بدراسة فنون العمارة و النظم البلدّية في شمال أفريقيا القديمة.

## مساره المهني
تقلب عز الدين باش شاوش في عدة وظائف إدارية إذ عيّن خلال السنوات السبعين على رأس المعهد القومي للآثار والفنون ثم تولى إدارة المكتبة الوطنية التونسية ومن ثم رئاسة المركز الوطني للترجمة قبل أن يتم تعيينه مديرا بمنظمة الأمم المتحدة للتربية والعلم والثقافة مكلفا بملف التراث العالمي. بعد الثورة التونسية، شغل منصب وزير الثقافة من يناير 2011 إلى ديسمبر 2011 كما أوكلت اليه خطة رئيس بلدية قرطاج بين سنتي 2011 و2016.
درّس كأستاذ زائر بعدة جامعات عربيّة وأوروبيّة وشارك في أشغال العديد من لجان إصلاح السياسات الثقافية لبلدان المغرب العربي و هو عضو في العديد من الجمعيات العلمية منها المجمع التونسي للعلوم والآداب والفنون "مؤسسة بيت الحكمة"، المعهد الألماني للآثار و أكاديمية النقوش والرسائل الجميلة التابعة لمعهد فرنسا. تحصل خلال سنة 2002 على الدكتوراه الفخرية من جامعة ساساري الإيطالية.

## الجوائز والأوسمة
الجوائز
- الجائزة الكبرى للمنظمة العربية للتربية والثقافة والعلوم.
- الميدالية الذهبية للاكاديمية الفرنسية.
- الميدالية الذهبية للأكاديمية الفرنسية للهندسة المعمارية.

الأوسمة
- الصنف الثاني من وسام الجمهورية (تونس).
- الصنف الأول من وسام الاستحقاق الثقافي (تونس).
- قائد وسام جوقة الشرف (فرنسا).
- ضابط وسام السعفات الأكاديمية (فرنسا).
- ضابط وسام الفنون والآداب الفرنسي.
- الصنف الأول لوسام التاج (كمبوديا).

## منشوراته
نشر عز الدين باش شاوش العديد من البحوث في كتب جماعية أو في مجلات متخصصة. كما ألف الكتب التالية :
- Recueil des nouvelles inscriptions latines de Mustis، باريس، 1968.
- Guide de Bulla Regia (بالاشتراك مع مجموعة من الباحثين)، روما، 1977.
- Recherches archéologiques à Bulla Regia (بالاشتراك مع مجموعة من الباحثين)، روما، 1981.
- La légende de Carthage ، باريس، 1993.
- Les sodalités africo-romaines ، باريس، 2006.
- Confidences de Tunisie (بالاشتراك مع مجموعة من الباحثين)، باريس، 2007
- Deux décennies de coopération archéologique franco-cambodgienne à Angkor (تحت إدارة)، باريس، 2017

## مواضيع ذات صلة
- وزارة الثقافة التونسية